# Маттин, Стив
Стив Маттин (англ. Steve Mattin, полное имя Стивен Джеймс Маттин (Stephen James Mattin) — британский автомобильный дизайнер; с 2011 и до конца 2020 года — главный дизайнер АвтоВАЗа, также известен как дизайнер автомобилей Mercedes-Benz и Volvo.

## Биография
Стив Маттин родился в Бедфорде (Англия), 29 октября 1964 года, рос в Вутоне, графство Бедфордшир.
В 1987 году он окончил Университет Ковентри (англ.), по специальности промышленный дизайн.
В 1987 году Маттин в качестве дизайнера работал в компании Mercedes-Benz в Зиндельфингене. В 1990 году он назначается старшим дизайнером (Senior Designer). Через три года, в 1993 году, он был назначен дизайн-менеджером (Design Manager). Разработал дизайн автомобиля Mercedes-Benz A-класса, за что получил звание лучшего дизайнера 1997 года. В этой должности он оставался до 2000 года, после чего был назначен на должность старшего дизайн-менеджера (Senior Design Manager).
С 2003 по 2005 годы занимался руководством разработкой дизайна и редизайна интерьеров и внешнего вида автомобилей S-Class, M-Class, SL, SLK, SLR McLaren, Mercedes Maybach, а также разработкой дизайна концепт-кара Grand Sports Tourer и его серийной версии. Ему приписывают разработку дизайна автомобилей ML и GL-класса.
В 2004 году Маттин приступил к сотрудничеству с концерном Volvo Car Corporation, где он служил в качестве главного конструктора. С 2005 по 2009 годы он занимал должности вице-президента, директора по дизайну и члена правления компании. Он руководил созданием концепт-каров Volvo S60, V60 и XC60.
В 2010 году он преподаёт в Университете Умео (Швеция), а также оказывает независимые консалтинговые услуги в сфере развития брендов и дизайн-проектов.
В 2011 году Стив Маттин начал работать в качестве главного дизайнера автомобилей Lada компании АвтоВАЗ, Альянса Renault-Nissan.
В августе 2012 года на Московском автосалоне был представлен концепт-кар кроссовера с участием Стива Маттина LADA XRAY.
С 2014 года работает на «АВТОВАЗе» и живёт в Тольятти, в служебных целях использует автомобиль LADA Priora.
1 апреля 2015 года на международной выставке «Мир автомобиля» в Санкт-Петербурге Стив Маттин представил обновленный логотип «АвтоВАЗа», который начал устанавливаться начиная с модели Vesta.
В январе 2016 года Маттин принимал участие в тестировании LADA XRAY на трассе Сочи Автодром. В марте этого же года был удостоен награды «Человек года» от автомобильного журнала «За рулём».
В ноябре 2019 года стал вице-президентом АО «АВТОВАЗ» по дизайну.
В декабре 2020 года Стив Маттин заявил, что покинет свой пост директора по дизайну в январе 2021 года.

## Галерея

### Mercedes-Benz
- Mercedes-Benz W168 A180
(A-класс 1997 года)
- Mercedes-Benz W220
(S-класс 1998 года)
- C-Class Sports coupe
(2000 год)
- Mercedes SL 500
(2001 год)
- Mercedes-Benz ML 350
(M-класс 2005 года)
- Mercedes R 320
(2005 год)
- Mercedes GL 320
(GL-Class 2006 года)
- Mercedes-Benz SLR McLaren
(2005 год)

### Maybach
- Maybach 62 (2004)
- Maybach 57 (2006)

### Volvo
- Volvo XC60 концепт-кар (2007)
- Volvo V50 (2007)
- Volvo S40 (2007)
- Volvo S60 концепт-кар (2009)

### LADA
- LADA XRAY концепт-кар (2012)
- LADA XRAY концепт-кар (2014)
- LADA Vesta (2015)
- LADA Vesta SW Cross (2017)
- LADA Granta FL (2018)
- LADA 4x4 Vision концепт-кар (2018)[11]
- LADA 4x4 Vision концепт-кар (2018) - вид сзади